# Bitwa pod Melitene (1100)
W bitwie pod Melitene w 1100 roku walczyli ze sobą krzyżowcy z księstwa Antiochii, dowodzeni przez Boemunda I i Turcy prowadzeni przez Daniszmendydę Ghaziego. Po utworzeniu księstwa Antiochii przez Boemunda, władca ten, zagrożony przez Bizancjum i muzułmanów, szukał sojuszników wśród cylicyjskich Ormian.
W 1100 roku jeden z ormiańskich władców, Gabriel z Melitene, wezwał Boemunda na pomoc przeciwko atakującym go Turkom. Książę Antiochii, widząc w interwencji szansę na rozszerzenie swych wpływów, zgodził się wyruszyć ze swymi hufcami pod Melitenę. Jego wojska wpadły jednak w pułapkę zastawioną przez Daniszmendydę Ghaziego. Większość łacinników zginęła, innych wzięto do niewoli, nielicznym udało się uciec. Wśród poległych znaleźli się między innymi ormiańscy biskupi Maraszu i Antiochii. Do niewoli zaś trafił sam Boemund i kilku innych znacznych rycerzy jak na przykład Ryszard z Salerno. Wyswobodzenie Boemunda było celem części krzyżowców, biorących udział w krucjacie roku 1101. Bitwa przyczyniła się do wzrostu prestiżu Ghaziego, któremu jako pierwszemu udało się pokonać krzyżowców.
Mimo porażki księstwo Antiochii zbytnio nie ucierpiało, przede wszystkim dzięki interwencji hrabiego Edessy, Baldwina, któremu udało się nawet obronić Melitenę (choć w 1101 roku i tak padła łupem Daniszmendydów). Regentem sprawującym rządy pod nieobecność Boemunda został Tankred. Ostatecznie książę Antiochii odzyskał wolność w 1103 roku.